# Andrew Hodges
Pour les articles homonymes, voir Hodges.
Andrew Hodges, né à Londres en 1949, est un mathématicien, physicien et auteur britannique, pionnier du mouvement de libération gay des années 1970.

## Biographie et carrière
Depuis le début des années 1970, Hodges a travaillé sur la théorie des twisteurs. Cette théorie, inventée par Roger Penrose, a pour but de résoudre les problèmes de la physique fondamentale.
Hodges est plus connu en tant que l'auteur de Alan Turing: The Enigma, l'histoire du pionnier de l'informatique britannique et cryptologue Alan Turing. Ce livre a été choisi par Michael Holroyd pour faire partie de sa liste des cinquante livres essentiels (qui sont encore disponibles en librairie) dans The Guardian, le 1er juin 2002.
Alan Turing: The Enigma a été adapté par Graham Moore en film en 2014 sous le nom de Imitation Game par Morten Tyldum, avec Benedict Cumberbatch dans le rôle d'Alan Turing.
Hodges est aussi un vulgarisateur des mathématiques et d'autres sciences.
Depuis 1986, Hodges est professeur de mathématiques au Wadham College, Oxford University. Il reçoit le titre honorifique de fellow en 2007 et est nommé doyen du début de l'année académique 2011/2012.

## Publications
- With Downcast Gays: Aspects of Homosexual Self-oppression, Pink Triangle Press, 1977.  (ISBN 0-920430-00-7).
- Alan Turing: The Enigma, Vintage édition 1992, première publication par Burnett Books Ltd, 1983.  (ISBN 0-09-911641-3).
  - Traduction en français : Andrew Hodges (trad. Nathalie Zimmermann et Sébastien Baert), Alan Turing, Payot, 1988
  - Traduction en français : Andrew Hodges (trad. de l'anglais par Nathalie Zimmermann et Sébastien Baert), Alan Turing : le génie qui a décrypté les codes secrets nazis et inventé l'ordinateur, Neuilly-sur-Seine, Michel Lafon, 2014, 2015, 702 p. (ISBN 978-2-7499-2433-5)
- One to Nine: The Inner Life of Numbers, Short Books, London, 2007.  (ISBN 1-904977-75-8).